# Andrea Lübcke

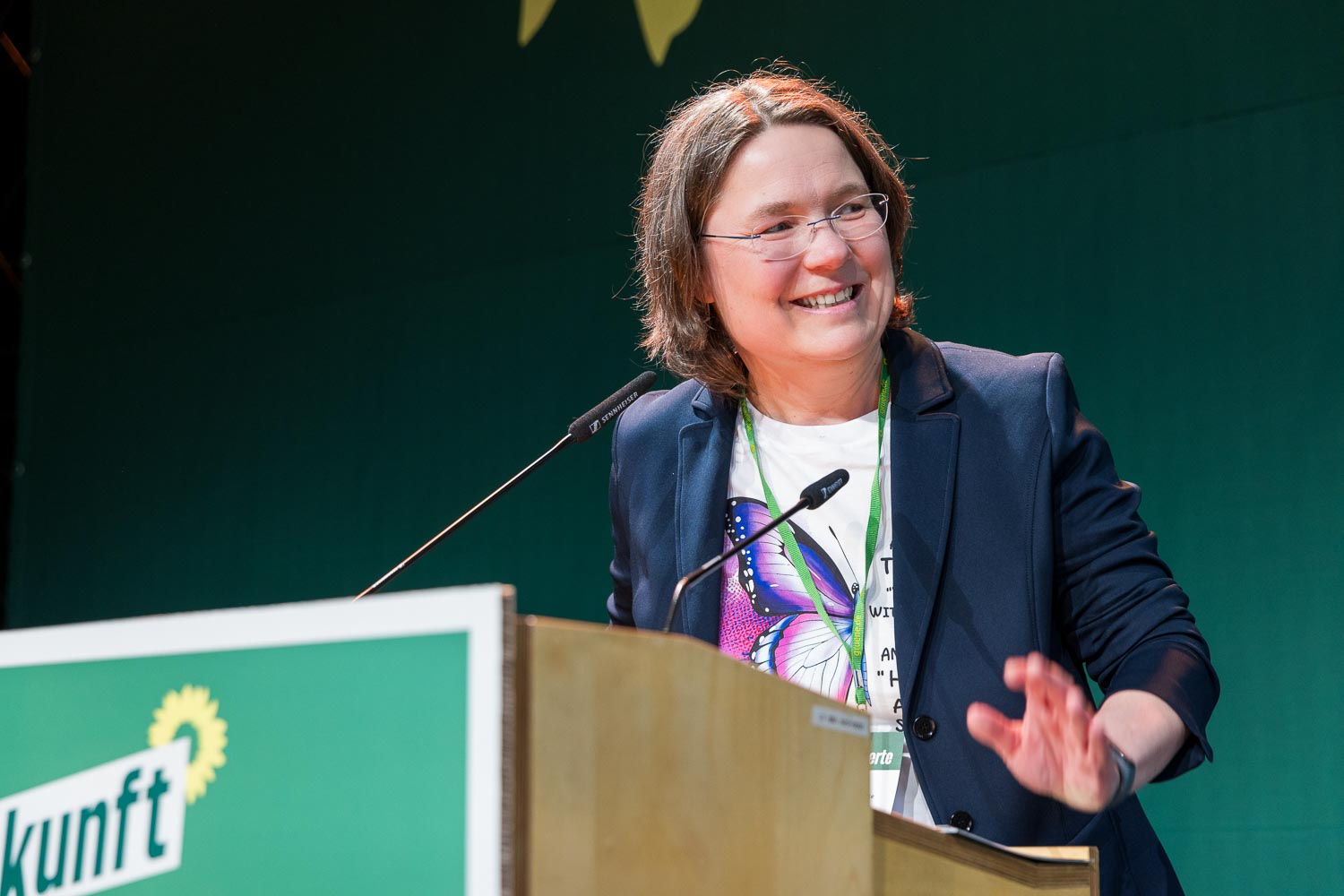
Andrea Lübcke auf dem Landesparteitag von Bündnis 90/Die Grünen Brandenburg (2025)

Andrea Lübcke (* 9. Dezember 1978 in Grevesmühlen, Bezirk Rostock, DDR) ist eine deutsche Politikerin von Bündnis 90/Die Grünen. Sie ist seit März 2025 Landesvorsitzende von Bündnis 90/Die Grünen Brandenburg und seit Juli 2025 Mitglied des Deutschen Bundestages.

## Leben
Lübcke wuchs in der mecklenburgischen Kleinstadt Brüel auf. Sie lebt mit ihrer Familie in Eichwalde und hat zwei Söhne.

### Wissenschaftliche Karriere
Nach dem Abitur 1997 am Gymnasium Brüel studierte Andrea Lübcke Physik an der Friedrich-Schiller-Universität Jena. Nach einem halbjährigen Forschungspraktikum am Lawrence Livermore National Laboratory (USA) schloss sie ihr Studium 2002 mit einer Diplomarbeit zum Thema „Ausnutzung des Borrmanneffektes zur Entwicklung eines ultraschnellen Schalters im Röntgenbereich“ als Diplom-Physikerin ab. Ab 2002 war sie als Doktorandin am Institut für Optik und Quantenelektronik der FSU Jena tätig. 2007 wurde sie mit einer Arbeit über die zeitaufgelöste Röntgenbeugung an Hochtemperatursupraleitern zur Dr. rer. nat. promoviert.
Von 2007 bis 2019 arbeitete Lübcke als Wissenschaftlerin bei verschiedenen Forschungseinrichtungen in Deutschland und der Schweiz, u. a. an der FU Berlin, am Max-Born-Institut, an der Eidgenössischen Technischen Hochschule Lausanne und am Paul Scherrer Institut. Von 2019 bis 2021 war sie Dozentin für Optik und Photonik am Institut für Optik und Atomare Physik der TU Berlin.
Im Jahr 2021 wechselte sie in die wissenschaftliche Politikberatung bei der Deutschen Akademie der Technikwissenschaften. Bis 2025 war sie dort mit der Leitung von Projekten zum Aufbau der Wasserstoffwirtschaft sowie zu Innovationsökosystemen für Fusionstechnologien betraut.

### Politische Karriere
Lübcke wurde 2018 Mitglied bei Bündnis 90/Die Grünen. Seit 2019 gehört sie der Gemeindevertretung von Eichwalde und dem Kreistag des Landkreises Dahme-Spreewald an. In der Gemeindevertretung ist sie seit 2019 Vorsitzende der Grünen-Fraktion, im Kreistag seit 2023.
Von 2020 bis 2023 war sie Beisitzerin im Vorstand von Bündnis 90/Die Grünen Kreisverband Dahme-Spreewald. Am 15. März 2025 wurde Lübcke zur Co-Landesvorsitzenden der Grünen in Brandenburg gewählt.
Zur Landtagswahl in Brandenburg 2024 trat Lübcke als Direktkandidatin für Bündnis 90/Die Grünen im Wahlkreis Dahme-Spreewald I an und stand auf Platz 19 der Landesliste. Die Grünen konnten jedoch landesweit kein Direktmandat erringen und verpassten aufgrund der Fünf-Prozent-Hürde den Wiedereinzug in den Brandenburger Landtag.
Bei der vorgezogenen Bundestagswahl 2025 trat Lübcke als Direktkandidatin im Wahlkreis Dahme-Spreewald – Teltow-Fläming III sowie auf Platz 3 der Landesliste der Grünen Brandenburg an. In ihrem Wahlkreis erhielt sie 5,2 Prozent der Erststimmen und war damit nicht erfolgreich; sie lag nach den Kandidaten von AfD, CDU, SPD und Die Linke auf dem fünften Platz. Da von der Landesliste ihrer Partei nur die ersten beiden Plätze zogen, verfehlte sie zunächst den Einzug in den Deutschen Bundestag.
Am 1. Juli 2025 rückte Lübcke für Annalena Baerbock in den Deutschen Bundestag nach.